# Walther Aichele
Walther Gustav Paul Aichele (* 27. Januar 1889 in Höhefeld; † 1. Mai 1971 in Hamburg) war ein deutscher Sprachwissenschaftler und Hochschullehrer an der Universität Hamburg.

## Leben
Nach der Promotion zum Dr. phil. 1915 in Heidelberg lehrte er von 1946 bis 1949 als Dozent für Indonesische Sprachen, von 1949 bis 1954 als apl. Professor für Indonesische Sprachen und 1969 wurde er Professor (§ 73 UniG) für Indonesische Sprachen.